# Can Baixeres (Castelldefels)
Can Baixeres és una casa del municipi de Castelldefels (Baix Llobregat) inclosa en l'Inventari del Patrimoni Arquitectònic de Catalunya.

## Descripció
És una construcció de planta baixa, un pis i golfes, de tres tramades. A la part posterior, orientat al nord-oest, tenia el celler. Els trespols tenen bigues de ferro, però també de fusta, aquest darrers aprofitats de l'anterior masia que, situada en aquest indret, es va enderrocar per a fer aquesta casa. Destaca la simetria de les obertures i els bonics esgrafiats florals situats a la façana principal.

## Història
Va ser construïda aproximadament entre 1915 i 1920 per Lluís Baixeres i Espiell. L'octubre de 2016 l'ajuntament van adquirir l'edifici. El 2020 hi havia un projecte de dedicar l'edifici a la ciència.